# Dận Chỉ
Doãn Chỉ (tiếng Mãn: ᠶᡡᠨ ᡱᡳ, Möllendorff: yūn c῾y, chữ Hán: 允祉, bính âm: Yūn c῾y; 23 tháng 3, 1677 - 10 tháng 7, 1732), là Hoàng tử thứ 3 tính trong số những người con sống tới tuổi trưởng thành của Thanh Thánh Tổ Khang Hi Đế.

## Thân thế
Doãn Chỉ nguyên danh là Dận Chỉ (chữ Mãn: ᡳᠨ ᡱᡳ, chữ Hán: 胤祉), sinh ngày 20 tháng 2 (âm lịch) năm Khang Hi thứ 16 (1677), là con trai duy nhất sống tới tuổi trưởng thành của Vinh phi, một trong những phi tần đầu tiên của Khang Hi Đế. Ông là em ruột của Cố Luân Vinh Hiến Công chúa (固倫榮憲公主). Ông vốn là con trai thứ 10 của Khang Hi Đế, nhưng vì nhiều người mất sớm mà ông trở thành "Hoàng tam tử".
Theo sử sách thì Dận Chỉ là người đa tài có học thức uyên thâm, bất kể là văn học, thư pháp hay cưỡi ngựa bắn cung đều là xuất chúng trong các Hoàng tử. Ông tinh thông lịch pháp, số học, còn được giao biên tập điển tịch như "Luật lịch uyên nguyên", "Cổ kim đồ thư tập thành". Khang Hi Đế đánh giá rất cao tài năng của Dận Chỉ. Joachim Bouvet đã một lần đề cập trong một bức thư gửi cho vua Louis XIV rằng đích thân Khang Hi Đế dạy dỗ vị hoàng tử này. Dận Chỉ cũng được biết đến với tài thư pháp của mình qua bài thơ do chính ông khắc lên mộ của cha mình tại Cảnh lăng (景陵).

## Cuộc sống
Năm Khang Hi thứ 29 (1690), tháng 9, Khang Hi Đế lần đầu Tây chinh Chuẩn Cát Nhĩ, Dận Chỉ và Thái tử Dận Nhưng cùng đến hành cung thăm hỏi bệnh tình của Khang Hi. Vì Thái tử biểu hiện không tốt, bị Khang Hi trách cứ là không biết trung hiếu, sai Dận Chỉ cùng Dận Nhưng đều hồi kinh. Năm Khang Hi thứ 31 (1692), lúc Dận Chỉ theo Khang Hi đến biên cương vây săn đã từng cùng Khang Hi tỉ thí, kết quả bất phân thắng bại. Năm Khang Hi thứ 32 (1693), Khúc Phụ Khổng miếu tu kiến hoàn thành, Khang Hi Đế mệnh ông cùng Dận Chân cùng đến tế tự, đây là lần tế tự lớn nhất mà Dận Chỉ tham gia. Từ đó về sau, chỉ cần là Khang Hi đến Tái ngoại vây săn hay tế lăng đều cho Dận Chỉ đi theo.

### Phong tước và cuộc tranh trữ vị
Năm 1696, Khang Hi lần nữa thân chinh Cát Nhĩ Đan, Dận Chỉ phụng mệnh chưởng quản Tương Hồng Kỳ đại doanh. Hai năm sau, lần đầu tiên Khang Hi sách phong các Hoàng tử thành niên, Dận Chỉ được phong Thành Quận vương (誠郡王) khi đã 21 tuổi. Hoàng tử thụ phong có thể bắt đầu tham gia chính vụ quốc gia, được phân Tá lĩnh, có thuộc hạ riêng. Phân phong các Hoàng tử tất nhiên sẽ làm suy yếu lực lượng của Thái tử. Đồng thời, sau khi các Hoàng tử thành niên có quyền thế, liên tục cùng Thái tử mâu thuẫn, các Hoàng tử cùng phe cánh của mình liên tục đả đích Thái tử cùng "Thái tử đảng". Một năm sau vì cạo tóc lúc chưa hết 100 ngày mất của Mẫn phi mà Dận Chỉ bị giáng xuống làm Bối lặc. Tháng 3 năm 1707, Khang Hi đích thân tới phủ của ông cử hành gia yến. Từ đó, mỗi một năm Khang Hi đều đến một lần, trở thành lệ cũ.
Năm Khang Hi thứ 47 (1708), Khang Hi Đế lần đầu tiên phế Thái tử vị của Dận Nhưng. Dận Chỉ xưa nay quan hệ cùng Dận Nhưng rất tốt nên bị Khang Hi Đế triệu đến hỏi chuyện, sau đó, Khang Hi nói: "Dận Chỉ cùng Dận Nhưng ngày xưa tuy rằng quan hệ tốt, nhưng lại không giật dây Dận Nhưng làm ác, vì vậy không thêm tội cho hắn". Không lâu sau khi Dận Nhưng bị phế, Dận Chỉ tố giác Dận Thì dùng Lạt ma Ba Hán Cách Long dùng tà thuật nguyền rủa Thái tử. Năm Khang Hi thứ 48 (1709), Thái tử Dận Nhưng được phục lập, đồng thời Khang Hi Đế phân biệt tấn Dận Chỉ, Dận Chân, Dận Kỳ làm Thân vương. Dận Chỉ được phong Thành Thân vương. Năm Khang Hi thứ 51 (1712), Khang Hi Đế lần thứ 2 phế Thái tử Dận Nhưng. Cùng năm Dận Chỉ được ban thưởng 5 ngàn lượng bạc.
Khang Hi mệnh Dận Chỉ suất lĩnh nhóm người Thứ cát sĩ Hà Quốc Tông biên soạn thư tịch về luật lữ, toán pháp, dụ thuyết: "Lịch pháp xưa nay quy mô tuy rằng rất tốt, nhưng vì thời gian quá dài mà con số không còn phù hợp nữa. Nay biên tu lịch thư, quy mô phải như xưa, nhưng con số phải phù hợp với ngày nay." Năm Khang Hi thứ 53 (1714), tháng 11, đám người Dận Chỉ biên thư hoàn thành, tấu lên Khang Hi Đế. Khang Hi mệnh Dận Chỉ đem luật lữ, lịch pháp, toán pháp hợp lại trong 1 cuốn sách, gọi là "Luật lịch uyên nguyên". Năm Khang Hi thứ 58 (1719), Khang Hi Đế tế bái tại Viên Khâu, sau khi hoàn thành tế bái, Khang Hi mệnh Dận Chỉ hành lễ. 1 năm sau, con trai ông là Hoằng Thịnh được phong làm Thế tử, bổng lộc tương đương Bối tử. Năm 1721, Khang Hi lệnh cho Thế tử Hoằng Thịnh cùng Dận Chân, Dận Đào tế bái ba lăng ở Thịnh Kinh.

### Cách tước và cuối đời
Năm Khang Hi thứ 61 (1722), Khang Hi Đế băng hà, Ung Chính Đế nối ngôi đã yêu cầu tất cả các anh em phải đổi chữ "Dận" thành chữ "Doãn" để tránh kỵ huý. Vì vậy ông đổi tên là Doãn Chỉ. Sinh thời, ông là người không có dã tâm đoạt vị nhưng vẫn không tránh khỏi liên lụy. Sau khi Ung Chính Đế lên ngôi, lấy lý do "Doãn Chỉ cùng Thái tử lúc sinh thời rất thân thiết", đã đày Doãn Chỉ ra Cảnh lăng để trông coi mộ cha mình. Từ một hoàng tử, Doãn Chỉ bị sung vào quân ngũ, trở thành cảnh vệ cho lăng mộ vua cha. Doãn Chỉ tỏ ra bất bình vì việc này. Năm Ung Chính thứ 2 (1724), Hoằng Thịnh vì phạm tội mà bị cách đi Thế tử vị, trở thành Nhàn tản Tông thất. Năm Ung Chính thứ 6 (1727), tháng 6, vì Dận Chỉ nhận hối lộ của Tô Khắc Tể Tác, sự tình bị phát giác, có người hạch tội trước mặt Ung Chính. Ung Chính trách phạt Dận Chỉ không có nhân thần chi lễ. Ung Chính viết:
| “ | 朕止此一兄. 朕兄弟如允祉者何限? 皆欲激朕治其罪, 其心诚不可喻. 良亦朕不能感化所致, 未可谓尽若辈之罪也 Trẫm chỉ thử nhất huynh. Trẫm huynh đệ như Doãn Chỉ giả hà hạn? Giai dục kích trẫm trì kỳ tội, kỳ tâm thành bất khả dụ. Lương diệc trẫm bất năng cảm hóa sở trí, vị khả vị tẫn nhược bối chi tội dã. | ” |

Cuối cùng chỉ hàng Dận Chỉ xuống Quận vương, tội lỗi đều quy cho Hoằng Thịnh, giao cho Tông Nhân Phủ giam cầm. Năm Ung Chính thứ 8 (1730), tháng 2, Dận Chỉ lại được phong Thân vương. Tháng 5, Di Hiền Thân vương Doãn Tường qua đời, lúc đến phúng viếng, Dận Chỉ không chỉ đến trễ về sớm mà còn không hề tỏ ra thương tiếc, bị Trang Thân vương Doãn Lộc vạch tội, Ung Chính Đế đã tước hết tước vị của Doãn Chỉ và giam tại Vĩnh An Đình, Cảnh Sơn. Năm Ung Chính thứ 10 (1732), ông qua đời trong thời gian bị giam giữ, an táng theo lễ Quận vương. Năm Càn Long thứ 2 (1737), Càn Long Đế truy thuỵ cho ông là Thành Ẩn Quận vương (誠隱郡王).

## Những lần xuất cung
| Năm  | Tháng | Mục đích                         | Người đồng hành                                                                                 |
| ---- | ----- | -------------------------------- | ----------------------------------------------------------------------------------------------- |
| 1683 | 6     | Nghỉ mát                         | Hiếu Trang Thái Hoàng Thái hậu, Dận Thì, Dận Nhưng                                              |
| 1686 |       | Tuần du Tái ngoại                | Dận Thì, Dận Nhưng, Dận Chân                                                                    |
| 1687 | 8     | Tuần du Tái ngoại                | Dận Thì, Dận Nhưng, Dận Chân, Dận Kì, Dận Hựu, Dận Tự                                           |
| 1690 | 7     | Thăm bệnh tại Hành cung          | Dận Nhưng                                                                                       |
|      | 11    | Tế tạm an Phụng điện             | Dận Nhưng, Dận Chân                                                                             |
| 1692 | 10    | Yết lăng                         | Dận Thì, Dận Nhưng, Dận Chân                                                                    |
| 1693 | 2     | Tuần du ngoại ô                  | Dận Thì, Dận Nhưng, Dận Chân, Dận Kì, Dận Hựu, Dận Tự                                           |
|      | 8     | Tuần du Tái ngoại                | Dận Thì, Dận Nhưng, Dận Chân, Dận Kì, Dận Hựu, Dận Tự                                           |
| 1694 |       | Tuần du ngoại ô                  | Dận Nhưng, Dận Chân                                                                             |
| 1697 |       | Tuần du Tái ngoại                | Dận Nhưng, Dận Chân, Dận Kì, Dận Tự, Dận Đường                                                  |
| 1699 |       | Tuần du Tái ngoại                | Dận Thì, Dận Chân, Dận Kì, Dận Hựu, Dận Tường, Dận Trinh                                        |
| 1700 |       | Tuần du Tái ngoại                | Dận Thì, Dận Chân, Dận Kì, Dận Tự, Dận Tường, Dận Trinh, Dận Vu, Dận Lộc                        |
| 1701 | 5     | Tuần du Tái ngoại                | Dận Thì, Dận Nhưng, Dận Chân, Dận Kì, Dận Hựu, Dận Tự, Dận Tường, Dận Trinh, Dận Vu, Dận Lộc    |
| 1703 | 10    | Tây tuần                         | Dận Nhưng, Dận Tường                                                                            |
| 1709 | 4     | Tuần du Tái ngoại                | Dận Nhưng, Dận Hựu, Dận Tự, Dận Tường, Dận Vu, Dận Lộc                                          |
| 1710 | 2     | Đến Ngũ Đài Sơn                  | Dận Nhưng, Dận Tự, Dận Ngã, Dận Tường, Dận Trinh                                                |
| 1711 | 5     | Vây săn                          | Dận Nhưng, Dận Chân, Dận Tự, Dận Vu, Dận Lộc                                                    |
|      | 11    | Yết tạm an Phụng điện, Hiếu lăng | Dận Nhưng, Dận Hựu, Dận Đào, Dận Trinh, Dận Vu, Dận Lộc, Dận Lễ                                 |
| 1712 | 1     | Tuần du ngoại ô                  | Dận Nhưng, Dận Đường, Dận Ngã, Dận Trinh, Dận Vu, Dận Lộc                                       |
| 1722 |       | Tuần du Tái ngoại                | Dận Chân, Dận Kì, Dận Tự, Dận Đường, Dận Ngã, Dận Tường, Dận Vu, Dận Lộc, Dận Y, Dận Hi, Dận Hỗ |

## Gia quyến

### Thê thiếp

#### Đích Phúc tấn
- Đổng Ngạc thị (董鄂氏), con gái của Đô thống kiêm Dũng Cần công Bằng Xuân (鵬春), tằng tôn nữ của Hòa Thạc Ngạch phò Hòa Thạc Đồ (和硕图).

#### Trắc Phúc tấn
- Điền thị (田佳氏), con gái của Bút thiếp thức Đoàn Đạt Lễ (敦達禮).
- Hoàn Nhan thị (完顏氏), con gái của Thị lang La Sát (罗察), chị ruột của Hoàn Nhan Phúc tấn (Đích Phúc tấn của Tuân Cần Quận vương Dận Trinh).

#### Thứ thiếp
- Phú Sát thị (富察氏), con gái Ngoại Mạnh An (外孟安).
- Y Nhĩ Căn Giác La thị (伊爾根覺羅氏), con gái của Cát Nhĩ Hán (葛爾漢).
- Kỳ Đức Lý thị (奇德理氏), con gái của Viên ngoại lang Tham lĩnh Tát Cáp Liêm (薩哈廉).
- Vương thị (王氏), con gái của Tang Cách (桑格).
- Châu thị (朱氏), con gái của Châu Nãi Trình (朱鼐程).
- Lý thị (李氏), con gái của Lý Tiên Long (李先隆).
- Trần thị (陳氏), con gái của Trần Phú Vinh (陳富榮).
- Ngô thị (吳氏), con gái của Ngô Mỹ (吳美).

### Hậu duệ

#### Con trai
1. Hoằng Tình (弘晴; 1696 - 1701), mất sớm, mẹ là Đích Phúc tấn Đổng Ngạc thị.
2. Nhị tử (1696), chết non, mẹ là Trắc Phúc tấn Điền thị.
3. Hoằng Thịnh (弘晟; 1698 - 1732), mẹ là Đích Phúc tấn Đổng Ngạc thị, được phong Thế tử (1720), sau bị tước vị (1724).
4. Tứ tử (1698), chết non, mẹ là Vương thị.
5. Ngũ tử (1699), chết non, mẹ là Phú Sát thị.
6. Hoằng Huy (弘曦; 1702 - 1743), mẹ là Vương thị, không rõ phong vị.
7. Hoằng Cảnh (弘暻; 1703 - 1777), mẹ là Điền Giai thị, được phong Trấn quốc công (1728), sau phong Bối tử (1730).
8. Hoằng Xiêm (弘暹; 1710 - 1771), mẹ là Lý thị, được phong Phó lý sự quan.
9. Cửu tử (1710 - 1711), chết non, mẹ là Châu thị.
10. Hoằng Hoảng (弘晃; 1713 - 1749), mẹ là Kỳ Đức Lý thị, được phong Tứ đẳng Thị vệ.
11. Hoằng Dịch (弘易; 1713 - 1752), mẹ là Trắc Phúc tấn Hoàn Nhan thị, được phong Tam đẳng Thị vệ.
12. Hoằng Chúc (弘矚; 1730 - 1769), mẹ là Trần thị, được phong Tam đẳng Thị vệ.

#### Con gái
1. Trưởng nữ (1700 - 1701), mất sớm, mẹ là Đích Phúc tấn Đổng Ngạc thị.
2. Nhị nữ (1701 - 1753), phong Quận chúa, mẹ là Đích Phúc tấn Đổng Ngạc thị. Năm 1716 hạ giá lấy Nhất đẳng Thai cát Căn Trát Phổ Đa Nhĩ Tề (根扎普多尔济) thuộc Bác Nhĩ Tế Cát Đặc thị của Khách Nhĩ Khách bộ, con trai của Cố Luân Khác Tĩnh Công chúa.
3. Tam nữ (1702 - 1746), phong Quận chúa, mẹ là Y Nhĩ Căn Giác La thị. Năm 1719 hạ giá lấy Đỗ Lăng Quận vương Y Đạt Mộc Trát Bố (伊达木札布) họ Ô Lương Hãn thị thuộc Khách Lạp Thấm bộ.
4. Tứ nữ (1702 - 1705), mất sớm, mẹ là Trắc Phúc tấn Điền thị.
5. Ngũ nữ (1712 - 1715), mất sớm, mẹ là Chu thị.
6. Lục nữ (1729 - 1732), mất sớm, mẹ là Ngô thị.

## Trong văn hoá đại chúng
| Năm  | Tác phẩm                                     | Diễn viên              |
| 1987 | Mãn Thanh tập tam hoàng triều (满清十三皇朝) | Ngô Sĩ Đức (吴仕德)    |
| 1991 | Ung Chính Hoàng đế (雍正皇帝)                | Qua Văn Nghĩa (戈文义) |
| 1999 | Ung Chính vương triều (雍正王朝)             | Hạ Hòa Bình (夏和平)   |
| 2011 | Bộ bộ kinh tâm                               | Trần Kính Vũ (陈镜宇)  |